# Étang d'Areau
Pour les articles homonymes, voir Arreau.
L'étang d'Areau (d'Aréau, d'Areou ou d'Arreau) est situé en Haut-Salat dans le département de l'Ariège, en France.

## Géographie
L'étang d'Areau est situé à 1 886 mètres d'altitude sur la commune de Seix au-dessus de Couflens sur la piste forestière (D703 puis GR10) qui mène, depuis le col de Pause, au port d'Aula, point de passage pédestre entre la France et l'Espagne (comarque de Pallars Sobirà).